# Naggen
Naggen is een plaats in de gemeente Ånge in het landschap Medelpad en de provincie Västernorrlands län in Zweden. De plaats heeft 59 inwoners (2005) en een oppervlakte van 41 hectare. De plaats is gesticht door Bosfinnen.